# 松平近陳
松平 近陳（まつだいら ちかのぶ）は、江戸時代前期から中期にかけての大名。豊後国府内藩2代藩主。親清流大給松平家6代当主。官位は従五位下筑前守、対馬守。

## 生涯
初代藩主・松平忠昭の長男として誕生した。母は旗本・酒井忠正の娘。
延宝4年（1676年）3月27日、父の隠居により跡を継いだ。この際、弟の近鎮に新田領を含めた1500石、同じく弟の近良に1000石を分与している。奏者番となった。宝永2年（1705年）11月11日に次男の近禎に家督を譲って隠居し、享保4年（1719年）12月10日に82歳の長寿をもって死去した。

## 系譜
父母
- 松平忠昭（父）
- 酒井忠正の娘（母）

正室、継室
- 阿部重次の娘（正室）
- 板倉重矩の娘（継室）

子女
- 松平近禎（次男）生母は正室
- 松平近苗（三男）
- 梅休院 ー 三宅康雄正室、生母は正室